# 卡尔德拉斯 (阿马里什)
卡尔德拉斯（葡萄牙語：Caldelas (Amares)）是葡萄牙布拉加区的一个堂区，位於阿馬里什。总面积4.47平方公里，总人口1013人，人口密度226.6人/平方公里。